# Illschwang
Illschwang ist eine Gemeinde im Oberpfälzer Landkreis Amberg-Sulzbach und zählt zur Metropolregion Nürnberg.

## Geografie
Die Gemeinde liegt im Oberpfälzer Jura etwa 15 Kilometer westlich von Amberg und ca. 50 Kilometer östlich von Nürnberg.

### Gemeindegliederung
Es gibt 32 Gemeindeteile (in Klammern ist der Siedlungstyp angegeben):
- Aichazandt (Dorf)
- Altensee (Weiler)
- Angfeld (Dorf)
- Augsberg (Dorf)
- Bachetsfeld (Dorf)
- Bodenhof (Einöde)
- Dietersberg (Dorf)
- Einsricht (Dorf)
- Frankenhof (Weiler)
- Gehrsricht (Dorf)
- Götzendorf (Kirchdorf)
- Haar (Dorf)
- Hackern (Weiler)
- Hermannsberg (Weiler)
- Hermannsdorf (Weiler)
- Illschwang (Pfarrdorf)
- Kühnhof (Weiler)
- Mörswinkl (Weiler)
- Neuöd (Dorf)
- Ödputzberg (Weiler)
- Ottmannsfeld (Einöde)
- Pesensricht (Dorf)
- Pfaffenhof (Weiler)
- Pürschläg (Dorf)
- Reichertsfeld (Weiler)
- Ritzelsdorf (Weiler)
- Ritzenfeld (Dorf)
- Schöpfendorf (Weiler)
- Schwand (Weiler)
- Seibertshof (Weiler)
- Wirsfeld (Einöde)
- Woffenricht (Einöde)

## Geschichte

### Bis zur Gemeindegründung
Der Ort wurde erstmals im Jahr 1086 unter dem Namen Ilswank urkundlich erwähnt. Zunächst war er im Besitz des Klosters Kastl. Durch Markgraf Diepold III. von Vohburg wurde er 1118 dem Kloster Reichenbach geschenkt, das hier eine Propstei errichtete. Die Klosterzugehörigkeit dauerte bis zur Aufhebung des Klosters in der Säkularisation 1803 an.

### Eingemeindungen
Im Zuge der kommunalen Neuordnung Bayerns wurden am 1. Juli 1972 die Gemeinde Dietersberg und am 1. Juli 1976 die Gemeindeteile Bachetsfeld, Bodenhof und Schwand der aufgelösten Gemeinde Bachetsfeld eingegliedert. Am 1. Januar 1978 folgten die Gemeinden Augsberg, Teile der Gemeinde Angfeld sowie der Gemeindeteil Götzendorf der aufgelösten Gemeinde Götzendorf.

### Einwohnerentwicklung
Zwischen 1988 und 2018 wuchs die Gemeinde von 1591 auf 1985 um 394 Einwohner bzw. um 24,8 %. Am 31. Dezember 2008 zählte Illschwang 2130 Einwohner.

### Religion
Im Ort gibt es die Simultankirche St. Vitus (Veit). Illschwang zählt zu den neun Gemeinden im Nordwesten der Oberpfalz, in der die Bevölkerung mehrheitlich evangelisch ist.

## Politik und Öffentliche Verwaltung
Die Gemeinde ist Mitglied der Verwaltungsgemeinschaft Illschwang.

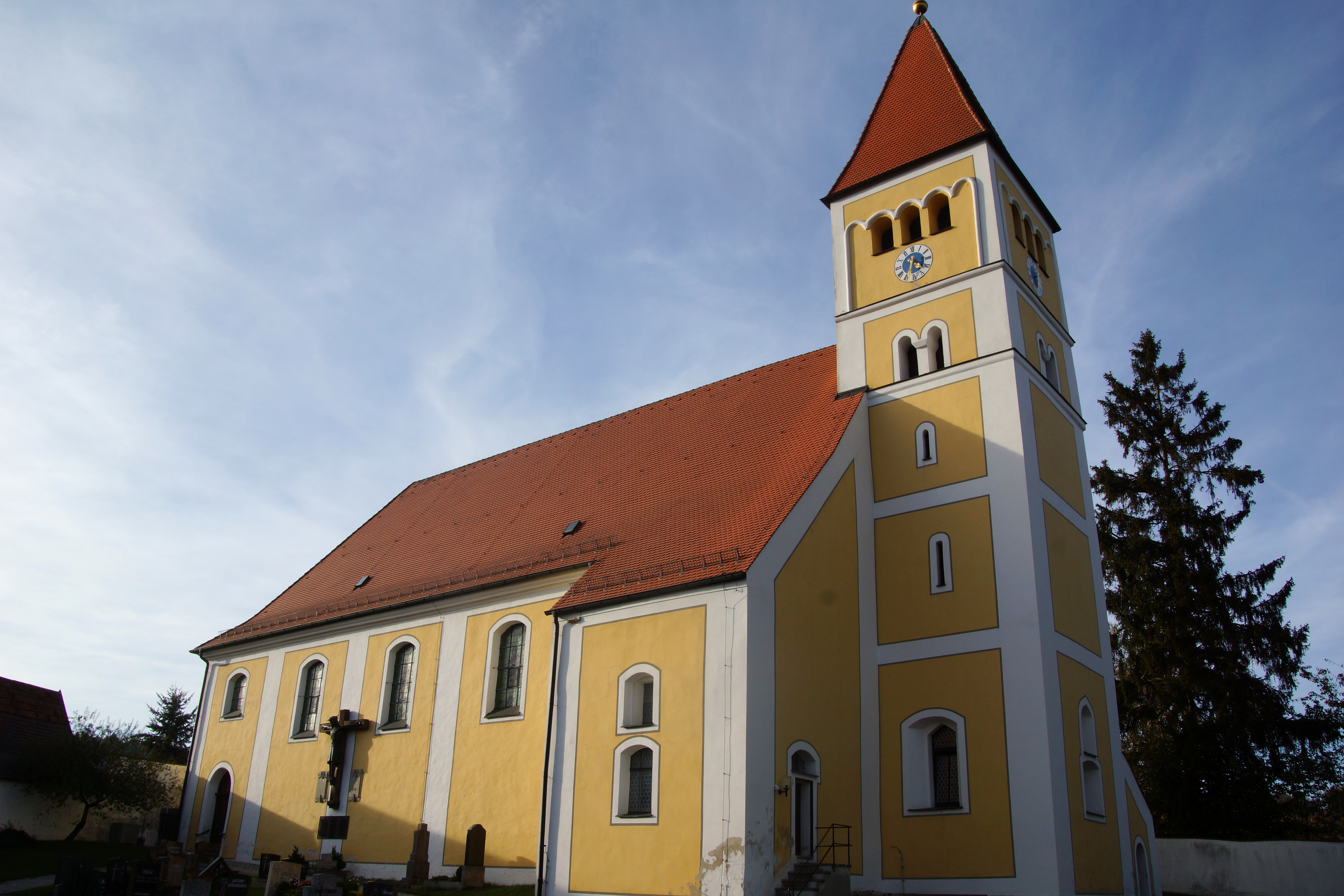
St. Vitus in Illschwang

- CSU: 7
- UWG: 5
- SPD: 2

CSU einschließlich BV

### Bürgermeister
Erster Bürgermeister ist Dieter Dehling (CSU-BV). Bei der Bürgermeisterwahl vom 15. März 2020 wurde er mit 74,82 % der Stimmen wiedergewählt.

### Gemeinderat
Der Gemeinderat hat 14 Mitglieder. Weiteres Mitglied und Vorsitzender des Gemeinderates ist der Erste Bürgermeister. Bei der Gemeinderatswahl vom 15. März 2020 haben von den 1661 stimmberechtigten Einwohnern in der Gemeinde Illschwang 1260 von ihrem Wahlrecht Gebrauch gemacht, womit die Wahlbeteiligung bei 75,86 % lag.
| Wappen von Illschwang | Blasonierung: „Über blauem Schildfuß, darin eine silberne heraldische Lilie, in Gold ein roter Drache.“ |
| Wappen von Illschwang | Wappenbegründung: Der Drache symbolisiert die historische Zugehörigkeit der Propstei Illschwang zum Kloster Reichenbach; die Propstei hatte die Rechte einer Hofmark. Der Drache ist das apokryphe Wappen Markgraf Diepolds III. von Vohburg, der Illschwang um 1120 an das von ihm gegründete Benediktinerkloster schenkte. Die Lilie stammt aus dem Wappen des Klosters Kastl, das seit spätestens 1139 das Zehntrecht in der Pfarrei Illschwang besaß und dem die Pfarrei 1325 inkorporiert wurde. Die Farben Silber und Blau im Schildfuß erinnern an die Landesherrschaft der Wittelsbacher seit dem 14. Jahrhundert. Dieses Wappen wird seit 1986 geführt. |

## Wirtschaft und Infrastruktur

### Arbeitsplätze
2017 gab es in der Gemeinde 294 sozialversicherungspflichtige Arbeitsplätze. Von der Wohnbevölkerung standen 881 Personen in einem versicherungspflichtigen Beschäftigungsverhältnis. Damit war die Zahl der Auspendler um 587 Personen größer als die der Einpendler. 19 Einwohner waren arbeitslos.

### Landwirtschaft
2016 gab es 60 landwirtschaftliche Betriebe. Von der Gemeindefläche waren 2161 Hektar landwirtschaftlich genutzt.

### Bildung
Es gibt
- eine Kindertageseinrichtung mit 85 genehmigten Plätzen und 62 angemeldeten Kindern (Stand 1. März 2018) und
- die Grundschule Illschwang mit 135 Schülern und sieben Lehrern (Schuljahr 2018/19).[11]

## Kultur und Sehenswürdigkeiten
Illschwang ist ein vielfach prämiertes Dorf und erhielt 1990 den Bundespreis der Europa Nostra für eine mustergültige und nachhaltige Dorferneuerung. Eine internationale Jury verlieh Illschwang 1992 den Europäischen Dorferneuerungspreis.
Das Ortsbild wird bestimmt durch die in Bayern einzigartige Simultanpfarrkirche St. Vitus bzw. St. Veit, die von Reichenbacher Mönchen im 12. Jahrhundert errichtet wurde. Sie steht auf einem von weitem sichtbaren Hügel und ist von einer burgartigen Maueranlage umgeben.

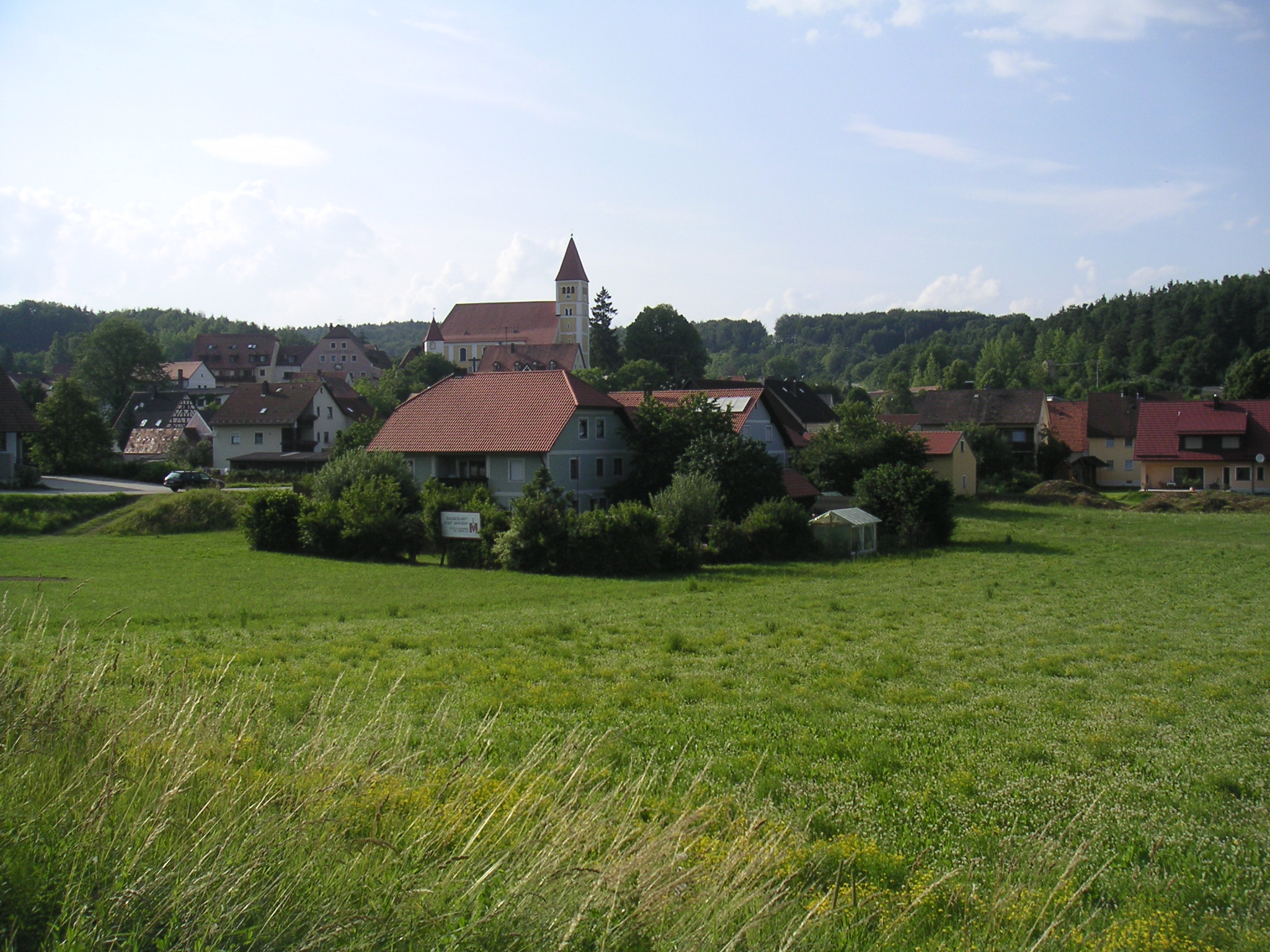
Blick auf Illschwang

Weitere Sehenswürdigkeiten sind die Simultankirche St. Magdalena in Götzendorf und die barocke Simultankirche St. Margareth im Gemeindeteil Frankenhof.
Illschwang besitzt ein Freibad.

## Verkehr
Im Süden führt die Bundesautobahn 6 durch das Gemeindegebiet. Im Norden liegt die Staatsstraße St 2164 (Autobahnzubringer), welche die Kreisstraße AS1 kreuzt, die wiederum durch den Ort führt.

## Persönlichkeiten
- Johann Joseph Berger von Siebenbrunn (1711–1756), Mediziner, Hof- und Leibmedikus des Kurfürsten von Bayern
- Pater Leo König SJ (* 11. Mai 1852 in Illschwang; † 19. April 1928 in Kalksburg/Österreich), Geschichtsforscher, Komponist, Professor
- Johann Christian Heinrich Seidel, evangelischer Pfarrer und Liederdichter (1743–1787)
- Franz Wehrl (1932–2010), römisch-katholischer Geistlicher und Professor für Kirchengeschichte